# (4545) Primolevi
(4545) Primolevi es un asteroide perteneciente al cinturón de asteroides, descubierto el 28 de septiembre de 1989 por Henri Debehogne desde el Observatorio de La Silla, Chile.

## Designación y nombre
Designado provisionalmente como 1989 SB11. Fue nombrado Primolevi en honor al escritor italiano Primo Levi.

## Características orbitales
Primolevi está situado a una distancia media del Sol de 3,144 ua, pudiendo alejarse hasta 3,573 ua y acercarse hasta 2,715 ua. Su excentricidad es 0,136 y la inclinación orbital 1,805 grados. Emplea 2036 días en completar una órbita alrededor del Sol.

## Características físicas
La magnitud absoluta de Primolevi es 12,1. Tiene 16,668 km de diámetro y su albedo se estima en 0,16.